# Refugio de vida silvestre de la Bahía de Babitonga
El Refugio de Vida Silvestre de la Bahía de Babitonga (Portugués: Reserva de Fauna da Baía da Babitonga) fue una propuesta del estado de Santa Catarina, Brasil. Su realización fue pensada para buscar formas de mejorar la pesca sustentable y la acuicultura de ostras y mejillones, aunque la bahía alberga una gran parte del puerto y parque industrial. Debido a la negativa de políticos y empresarios locales, el proyecto fue pospuesto.

## Ubicación
La bahía de Babitonga se encuentra en la costa norte de Santa Catarina y tiene una superficie total de 130 km²  (50 mi2). Limita con las ciudades de Joinville y San Francisco del Sur. Sus costas están cubiertas de típicos manglares, y constituye el 75 % de los manglares que se encuentran en el estado con una superficie de 6.200 hectáreas (15.000 acres). La bahía también tiene playas, costas rocosas, alrededor de 24 islas y llanuras de marea. La importancia de la bahía se debe a su gran biodiversidad y al área de manglares de la región sur única en Brasil. En 2003, el ministerio de medioambiente catalogó este lugar como un área de gran importancia biológica.
En 2007, el Instituto Chico Mendes para la Conservación de la Biodiversidad (ICMBio) calculó que alrededor de 2.000 familias de pescadores utilizan los recursos naturales de la reserva para sustentarse. Las reservas acuáticas cultivan mejillones y ostras en la bahía, y el turismo está en expansión. Las especies en peligro de extinción, como el delfín costero (Sotalia guianensis), el delfín del Plata (Pontoporia blainvillei) y el mero gigante (Epinephelus itajara) dependen de la calidad ambiental de la bahía. Los manglares conformaban un área de 6.200 hectáreas (15.000 acres), único hábitat de la sobreexplotada ucides (Ucides cordatus), una especie de cangrejo de esa zona.
La Bahía de Babitonga es un puerto importante y tiene el parque industrial más grande de la región, el cual depende de las instalaciones del puerto.[4]
El área se deterioró por la ocupación a través de tiempo. Las aguas fueron contaminadas por la población, los residuos industriales, la sedimentación por deforestación, la pesca y caza no sostenible, el vertedero en los manglares y otras actividades. En 2007, la cosecha de camarón cayó drásticamente comparada con la de años anteriores.

## Propuesta
El 18 de noviembre de 2006, el Instituto Brasileño del Medio Ambiente y de los Recursos Naturales Renovables (IBAMA) anunció la posibilidad de crear un refugio de vida silvestre en la Bahía de Babitonga, y que las consultas públicas serían consideradas en la comunidad local. La unidad de conservación sustentable propuesta promovería la integración armoniosa de la actividad productiva en la región con la conservación de la naturaleza, particularmente con el cangrejo terrestre, el mero, la lubina, el delfín gris y la marsopa.[2]
Este sería el primer refugio de vida silvestre creado en Brasil. El propósito fue promover la investigación que beneficiara la pesca y el cultivo de crustáceos en la bahía.[3] Las actividades como la pesca, la natación y el turismo estarán reguladas a fin de evitar el exceso de capacidad del medio ambiente. El refugio abarcaría los manglares y las aguas profundas, y no tendría control directo sobre las aguas residuales domésticas e industriales, pero ayudaría a buscar financiamiento para las obras de depuración.[6]

## Oposición
Se celebraron siete consultas públicas en la comunidad entre el 2006 y el 2007, y otra fue programada por el ICMBio con IBAMA en San Francisco del Sur en octubre de 2007.[3]
Luego de la primera audiencia pública, un grupo de políticos y comerciantes dieron la voz de alarma, ya que la propuesta atentaba contra los proyectos planeados y la privatización de extensas áreas de manglares.[7]
Durante la reunión del Consejo Nacional de Medio Ambiente del 29 y 30 de noviembre de 2006, Sergio Silva del estado de Santa Catarina realizó una moción para ampliar la discusión pública. La expansión de las instalaciones del puerto iba a ir en contra de los procesos de revisión ambiental. El proceso de consulta no ha sido divulgado ampliamente en los medios.[4]
Las reuniones públicas fueron tensas la mayoría de las veces, ya que muchas personas estaban en contra del refugio debido a la falta de información. La Asociación Comercial e Industrial de Joinville (ACIJ) se pronunció en contra de IBAMA, con el argumento de que ya había suficiente protección de los manglares y bosques de la zona, así como también del tratamiento de los afluentes.[6]
Una delegación liderada por el gobernador Luiz Henrique da Silveira se reunió con el presidente Luiz Inácio Lula da Silva (Lula) en Brasilia. Lula le ordenó a la ministra de Medio Ambiente, Marina Silva, que cancele el plan. ONG relacionadas con el comercio e industria presentaron una orden ante el tribunal por para impedir que se tomen medidas en un futuro.[7]
Hasta 2016 el Instituto Chico Mendes no ha creado ningún refugio de vida silvestre.[8]

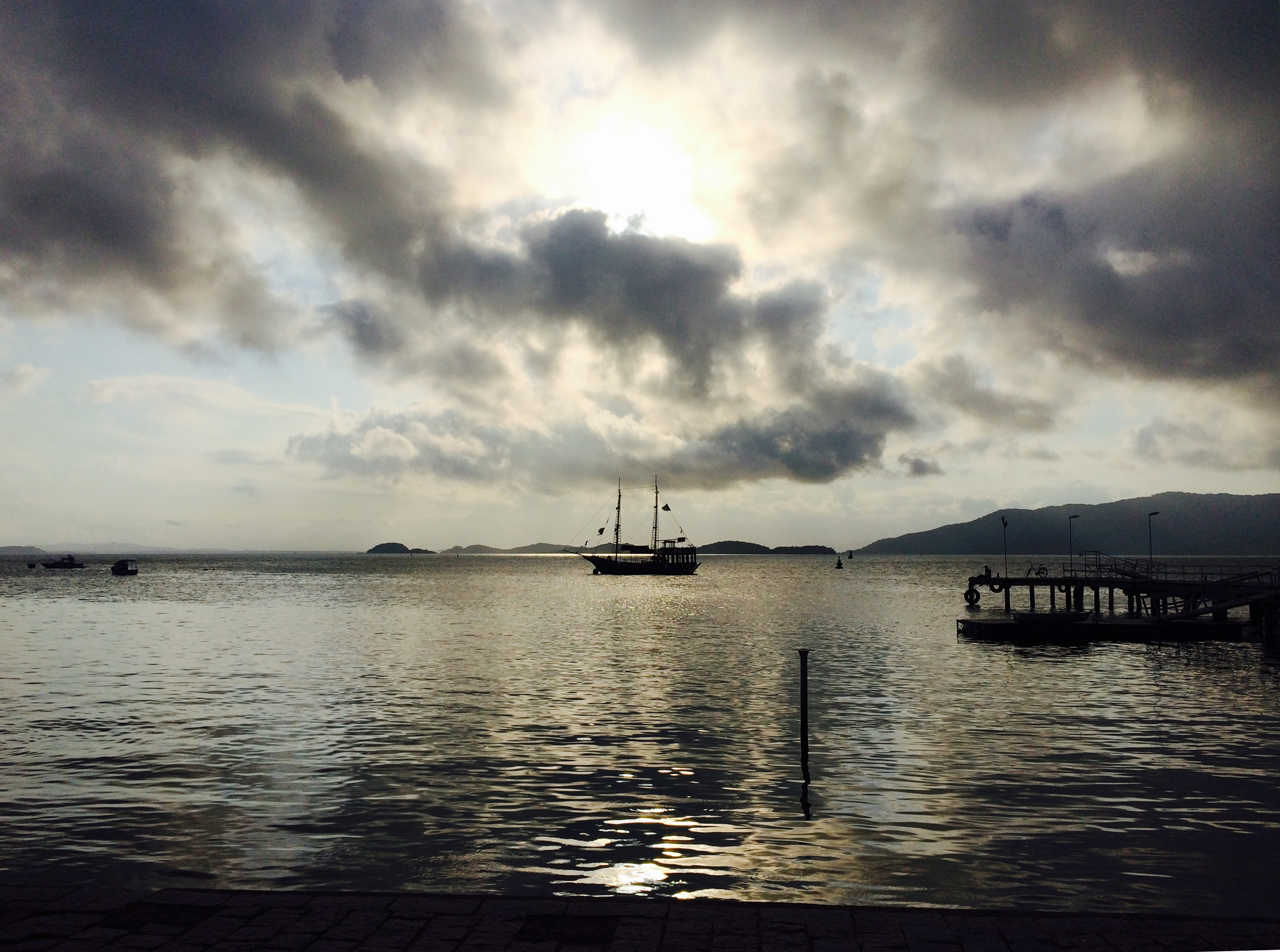
Vista desde San Francisco del Sur
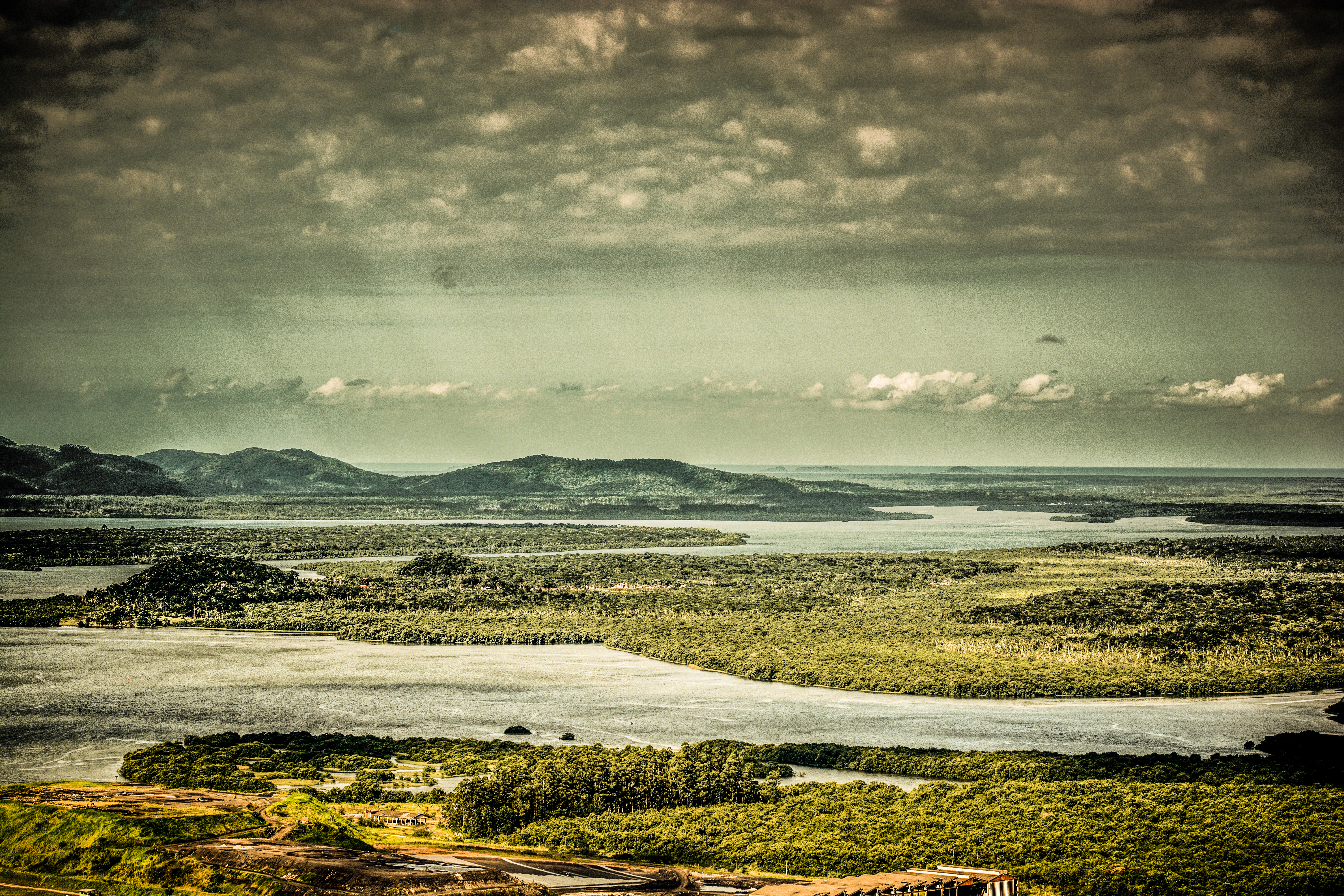
Vista desde el cerro Boa Vista en Joinville
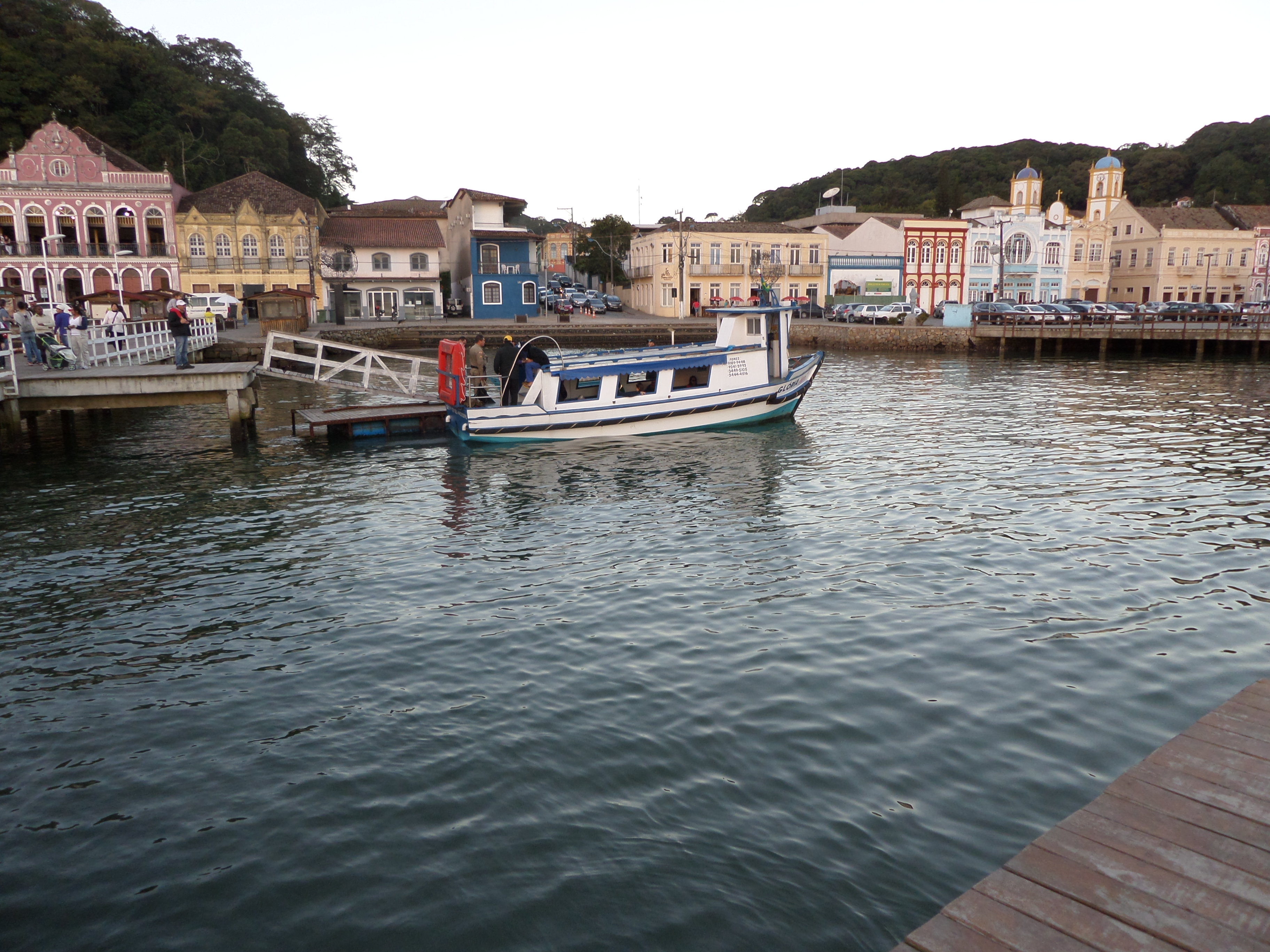
San Francisco del Sur
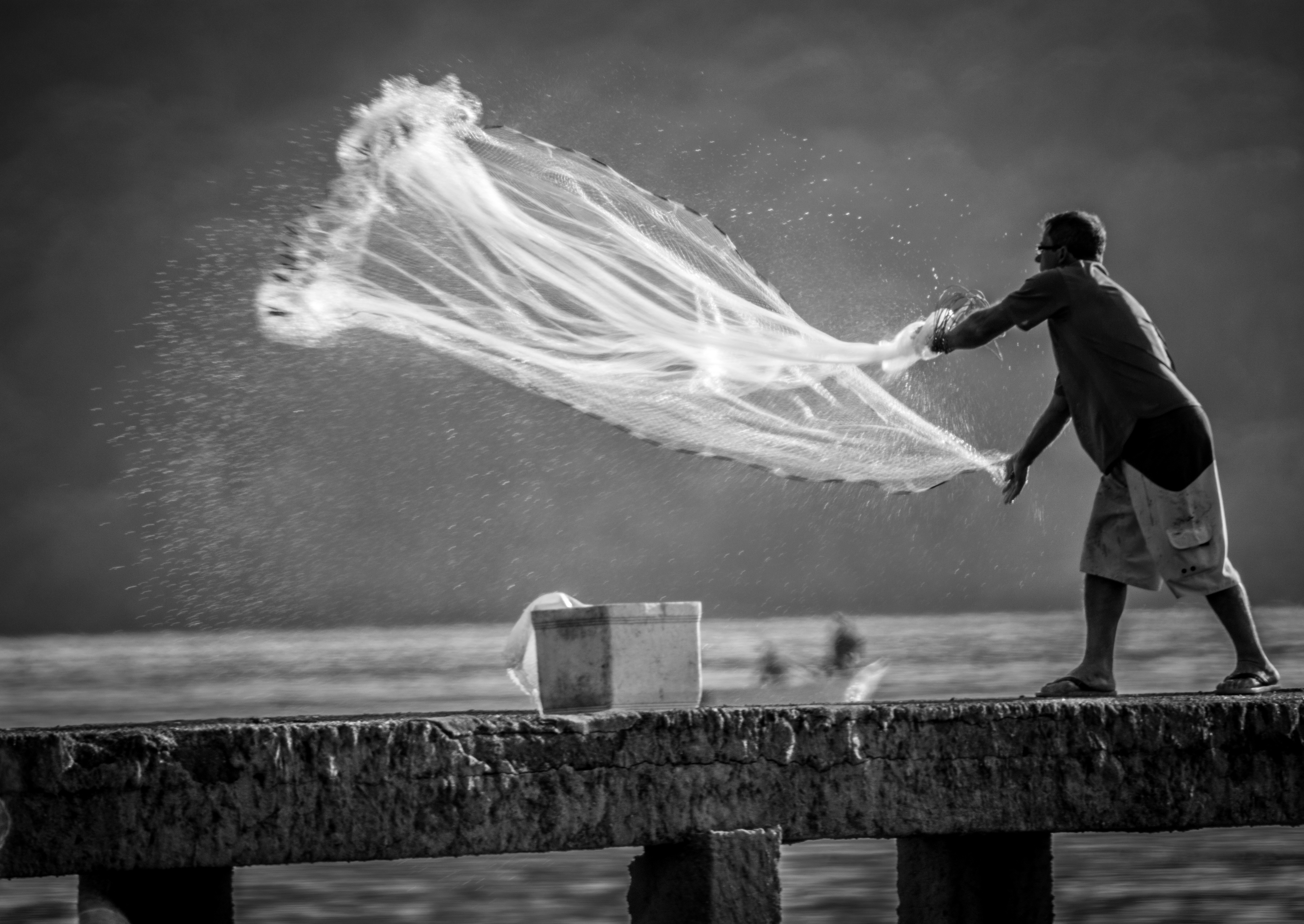
Pescador lanzando una red